# بقعة ساخنة
البقعة الساخنة (بالإنجليزية: hot stain)‏: هي منطقة من عالمنا استنفدت فيه المياه الآمنة للشرب.
البقع الساخنة موجودة في جميع القارات ماعدا القارة القطبية الجنوبية. وأكبر سبب لوجود البقع الساخنة هو الضغط السكاني. ونظرا لزيادة النمو السكاني فان الطلب على المياه يزداد.

## اقرأ أيضا
- مياه الشرب
- ذروة الماء
- احترار عالمي
- تلوث المياه
- أزمة المياه